# 39. Międzynarodowy Festiwal Filmowy w Cannes

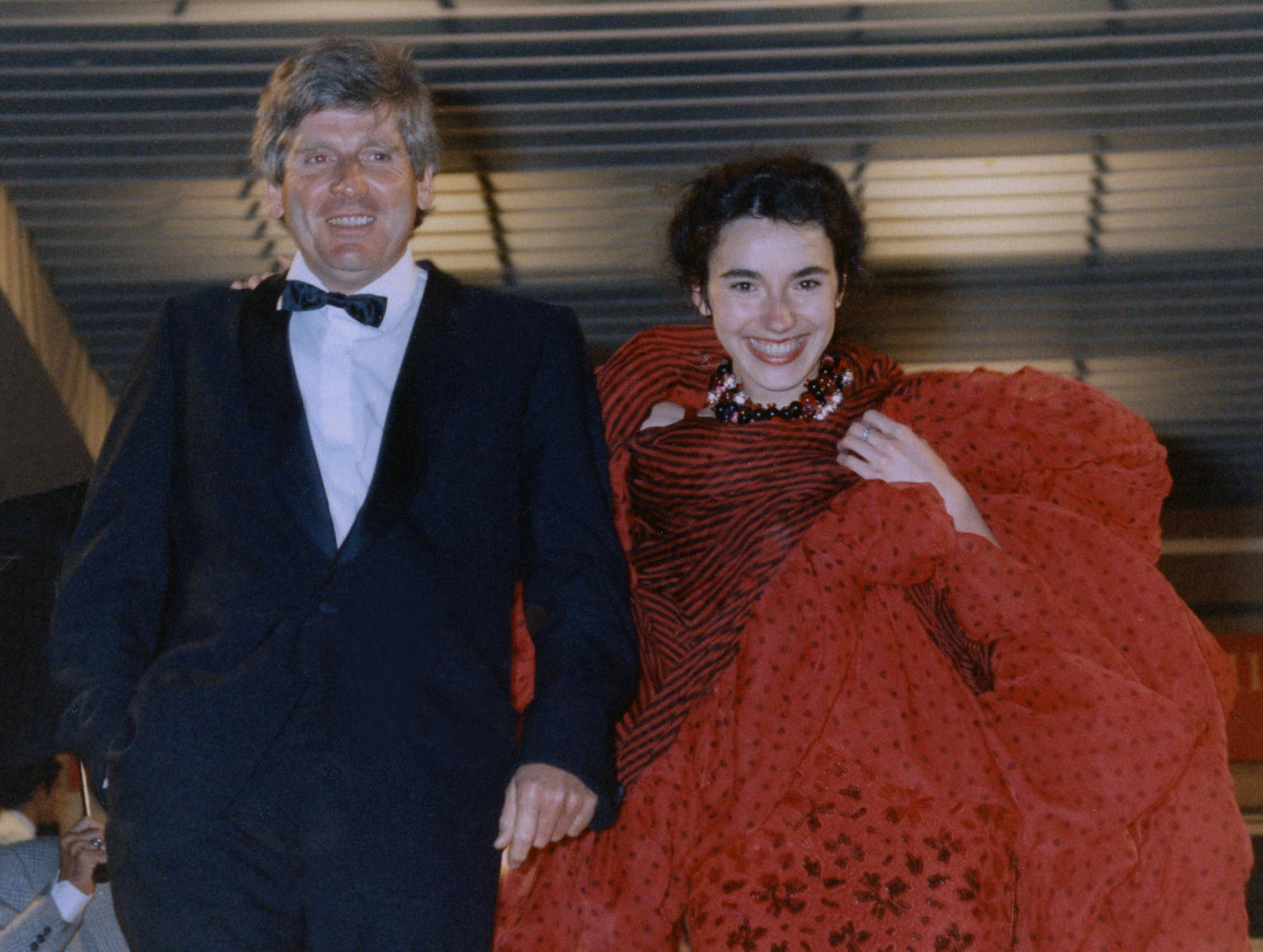
Francis Reusser i Isabel Otero na festiwalu na 39. festiwalu w Cannes

39. Międzynarodowy Festiwal Filmowy w Cannes odbył się w dniach 8–19 maja 1986 roku. Imprezę otworzył pokaz francuskiego filmu Piraci w reżyserii Romana Polańskiego.
Jury pod przewodnictwem amerykańskiego reżysera Sydneya Pollacka przyznało nagrodę główną festiwalu, Złotą Palmę, brytyjskiemu filmowi Misja w reżyserii Rolanda Joffé. Drugą nagrodę w konkursie głównym, Grand Prix, przyznano szwedzkiemu filmowi Ofiarowanie w reżyserii Andrieja Tarkowskiego.

## Jury Konkursu Głównego
- Sydney Pollack, amerykański reżyser − przewodniczący jury[3]
- Charles Aznavour, francuski aktor i piosenkarz
- Sônia Braga, brazylijska aktorka
- Lino Brocka, filipiński reżyser
- Tonino Delli Colli, włoski operator filmowy
- Philip French, brytyjski krytyk filmowy
- Alexandre Mnouchkine, francuski producent filmowy
- István Szabó, węgierski reżyser
- Danièle Thompson, francuska scenarzystka
- Alexandre Trauner, francuski scenograf

## Filmy na otwarcie i zamknięcie festiwalu
|             | Tytuł                | Reżyseria      | Kraj      |
| ----------- | -------------------- | -------------- | --------- |
| Otwierający | Piraci               | Roman Polański | Francja   |
| Zamykający  | Czarodziejska miłość | Carlos Saura   | Hiszpania |